# Ononamolo Tumula
Ononamolo Tumula is een bestuurslaag in het regentschap Nias Utara van de provincie Noord-Sumatra, Indonesië. Ononamolo Tumula telt 1014 inwoners (volkstelling 2010).